# 布拉濟鄉
46°13′59″N 22°19′59″E / 46.233°N 22.333°E
布拉濟鄉（羅馬尼亞語：Comuna Brazii, Arad），是羅馬尼亞的鄉份，位於該國西部，由阿拉德縣負責管轄，面積122平方公里，海拔高度255米，2011年人口1,155，人口密度每平方公里12人。